# كيث أندرسون
كيث أندرسون (بالإنجليزية: Keith Anderson)‏ هو نجار ونقابي وسياسي أسترالي، ولد في 23 أكتوبر 1916، وتوفي في 27 نوفمبر 1965. حزبياً، نشط في حزب العمال الأسترالي. وقد انتخب عضو الجمعية التشريعية نيو ساوث ويلز.